# Chan Santa Cruz
Chan Santa Cruz är en ort i Mexiko.   Den ligger i kommunen Felipe Carrillo Puerto och delstaten Quintana Roo, i den östra delen av landet, 1 100 km öster om huvudstaden Mexico City. Chan Santa Cruz ligger 23 meter över havet och antalet invånare är 571.
Terrängen runt Chan Santa Cruz är mycket platt. Runt Chan Santa Cruz är det mycket glesbefolkat, med 4 invånare per kvadratkilometer. Chan Santa Cruz är det största samhället i trakten. I omgivningarna runt Chan Santa Cruz växer i huvudsak städsegrön lövskog.